# 藤堂慎太郎
藤堂 慎太郎（とうどう しんたろう）は日本の官能小説家。アナルセックス描写をよく描く。

## 著書

### フランス書院文庫
- 人妻とレイプ少年（1996年7月）
- ピアノ教師と悪魔少年（1997年4月）
- 肛虐女講師 私を溺れさせた魔少年（1999年12月）

### マドンナメイト文庫
- 肛虐熟女 美尻の強制拡張（2000年2月）
- 肛悦叔母 肉虐の美尻調教（2000年9月）
- 人妻肛姦 淫惑の倒錯絶頂（2001年1月）
- 未亡人は肛姦奴隷 倒錯の美尻調教（2001年6月）
- 熟女専用肛虐クリニック（2002年2月）
- 叔母肛姦 倒錯の美尻絶頂（2003年1月）
- ママと僕 美尻の誘惑（2003年7月）
- 美尻母　僕の肛虐ペット（2003年12月）
- 美尻女教師（2004年12月）
- ママの美尻（2005年9月）
- 美熟女講師 肛姦学習塾（2006年8月）
- 奥様の熟尻（2007年8月）
- 美尻の奥さん（2008年4月）
- 美尻夫人（2008年11月）
- 熟れ美尻（2010年6月）
- 完熟尻の誘惑（2011年4月）
- 美尻ママ 禁じられた相姦（2012年5月）
- 美尻人妻・亜弥（2015年2月）